# نيكيتا كريلوف
نيكيتا أندرييفيتش كريلوف (مواليد 7 مارس 1992) هو مُقاتل فنون قتالية مختلطة أوكراني.

## وصلات خارجية
- نيكيتا كريلوف على موقع يو إف سي (الإنجليزية)
- نيكيتا كريلوف على موقع شيردوغ (الإنجليزية)
- نيكيتا كريلوف على موقع Tapology.com (الإنجليزية)
- نيكيتا كريلوف على موقع IMDb (الإنجليزية)
- نيكيتا كريلوف على موقع قاعدة بيانات الفيلم (الإنجليزية)